# Wahlkreis Forlì (Camera dei deputati)
Der Wahlkreis Forlì war von 1993 bis 2005 und ist seit 2017 wieder ein Wahlkreis (italienisch collegio elettorale) für die Wahl der Abgeordnetenkammer.

## Von 1993 bis 2005

### Wahlkreisgebiet
Der Wahlkreis umfasste 2 Gemeinden: Forlì und Forlimpopoli.

### Wahlergebnisse

#### Parlamentswahl 1994

##### Direktstimmen
| Kandidaten               | Kandidaten          | Parteien                                 | Stimmen | %    |
| ------------------------ | ------------------- | ---------------------------------------- | ------- | ---- |
|                          | Nadia Masinigewählt | Progressisti                             | 45.785  | 49,4 |
|                          | Adolfo Fabiani      | Polo delle Libertà (FI – LN – CCD – UdC) | 21.357  | 23,1 |
|                          | Luigi Ascanio       | Patto per l’Italia                       | 13.600  | 14,7 |
|                          | Gastone Proli       | Alleanza Nazionale                       | 8.702   | 9,4  |
|                          | Francesco Laruccia  | Lista Marco Pannella – Riformatori       | 3.207   | 3,5  |
| Gesamt                   | Gesamt              | Gesamt                                   | 92.651  | 100  |
|                          |                     |                                          |         |      |
| Ungültige Stimmen        | Ungültige Stimmen   | Ungültige Stimmen                        | 4.372   | 4,5  |
| Wähler                   | Wähler              | Wähler                                   | 97.023  | 92,9 |
| Wahlberechtigte          | Wahlberechtigte     | Wahlberechtigte                          | 104.489 |      |
|                          |                     |                                          |         |      |
| Quelle: Innenministerium |                     |                                          |         |      |

##### Listenstimmen
| Parteien                             | Parteien                        | Parteien                           | Stimmen | %    |
| ------------------------------------ | ------------------------------- | ---------------------------------- | ------- | ---- |
|                                      | Progressisti                    | Partito Democratico della Sinistra | 33.897  | 36,1 |
| Partito della Rifondazione Comunista | Progressisti                    | 6.122                              | 6,5     |      |
| Federazione dei Verdi                | Progressisti                    | 2.491                              | 2,7     |      |
| Alleanza Democratica                 | Progressisti                    | 1.899                              | 2,0     |      |
| Partito Socialista Italiano          | Progressisti                    | 1.253                              | 1,3     |      |
| La Rete                              | Progressisti                    | 893                                | 1,0     |      |
| ↳ Gesamt                             | Progressisti                    | 46.555                             | 49,6    |      |
|                                      | Polo delle Libertà              | Forza Italia                       | 14.512  | 15,5 |
| Lega Nord                            | Polo delle Libertà              | 3.295                              | 3,5     |      |
| ↳ Gesamt                             | Polo delle Libertà              | 17.807                             | 19,0    |      |
|                                      | Patto per l’Italia              | Partito Popolare Italiano          | 8.420   | 9,0  |
| Patto Segni                          | Patto per l’Italia              | 7.600                              | 8,1     |      |
| ↳ Gesamt                             | Patto per l’Italia              | 16.020                             | 17,1    |      |
|                                      | Alleanza Nazionale              | Alleanza Nazionale                 | 9.647   | 10,3 |
|                                      | Lista Marco Pannella            | Lista Marco Pannella               | 3.436   | 3,7  |
|                                      | Socialdemocrazia per le Libertà | Socialdemocrazia per le Libertà    | 221     | 0,2  |
|                                      | Partito Democratico             | Partito Democratico                | 203     | 0,2  |
| Gesamt                               | Gesamt                          | Gesamt                             | 93.889  | 100  |
|                                      |                                 |                                    |         |      |
| Ungültige Stimmen                    | Ungültige Stimmen               | Ungültige Stimmen                  | 3.137   | 3,2  |
| Wähler                               | Wähler                          | Wähler                             | 97.026  | 92,9 |
| Wahlberechtigte                      | Wahlberechtigte                 | Wahlberechtigte                    | 104.489 |      |
|                                      |                                 |                                    |         |      |
| Quelle: Innenministerium             |                                 |                                    |         |      |

#### Parlamentswahl 1996

##### Direktstimmen
| Kandidaten               | Kandidaten           | Parteien            | Stimmen | %    |
| ------------------------ | -------------------- | ------------------- | ------- | ---- |
|                          | Sauro Sedioligewählt | L’Ulivo             | 54.428  | 60,0 |
|                          | Luigi Fratesi        | Polo per le Libertà | 30.361  | 33,5 |
|                          | Corrado Metri        | Lega Nord           | 4.355   | 4,8  |
|                          | Carlo Flamigni       | Nuova Democrazia    | 1.605   | 1,8  |
| Gesamt                   | Gesamt               | Gesamt              | 90.749  | 100  |
|                          |                      |                     |         |      |
| Ungültige Stimmen        | Ungültige Stimmen    | Ungültige Stimmen   | 4.610   | 4,8  |
| Wähler                   | Wähler               | Wähler              | 95.359  | 91,2 |
| Wahlberechtigte          | Wahlberechtigte      | Wahlberechtigte     | 104.614 |      |
|                          |                      |                     |         |      |
| Quelle: Innenministerium |                      |                     |         |      |

##### Listenstimmen
| Parteien                                          | Parteien                             | Parteien                             | Stimmen | %    |
| ------------------------------------------------- | ------------------------------------ | ------------------------------------ | ------- | ---- |
|                                                   | L’Ulivo                              | Partito Democratico della Sinistra   | 33.042  | 35,9 |
| Popolari per Prodi (PPI – SVP – PRI – UD – Prodi) | L’Ulivo                              | 8.534                                | 9,3     |      |
| Rinnovamento Italiano                             | L’Ulivo                              | 3.195                                | 3,5     |      |
| Federazione dei Verdi                             | L’Ulivo                              | 2.498                                | 2,7     |      |
| ↳ Gesamt                                          | L’Ulivo                              | 47.269                               | 51,4    |      |
|                                                   | Polo per le Libertà                  | Forza Italia                         | 14.066  | 15,3 |
| Alleanza Nazionale                                | Polo per le Libertà                  | 11.406                               | 12,4    |      |
| CCD – CDU                                         | Polo per le Libertà                  | 4.289                                | 4,7     |      |
| ↳ Gesamt                                          | Polo per le Libertà                  | 29.761                               | 32,4    |      |
|                                                   | Partito della Rifondazione Comunista | Partito della Rifondazione Comunista | 7.694   | 8,4  |
|                                                   | Lega Nord                            | Lega Nord                            | 3.557   | 3,9  |
|                                                   | Lista Pannella – Sgarbi              | Lista Pannella – Sgarbi              | 2.455   | 2,7  |
|                                                   | Nuova Democrazia                     | Nuova Democrazia                     | 728     | 0,8  |
|                                                   | Fiamma Tricolore                     | Fiamma Tricolore                     | 470     | 0,5  |
| Gesamt                                            | Gesamt                               | Gesamt                               | 91.934  | 100  |
|                                                   |                                      |                                      |         |      |
| Ungültige Stimmen                                 | Ungültige Stimmen                    | Ungültige Stimmen                    | 3.433   | 3,6  |
| Wähler                                            | Wähler                               | Wähler                               | 95.367  | 91,2 |
| Wahlberechtigte                                   | Wahlberechtigte                      | Wahlberechtigte                      | 104.614 |      |
|                                                   |                                      |                                      |         |      |
| Quelle: Innenministerium                          |                                      |                                      |         |      |

#### Parlamentswahl 2001

##### Direktstimmen
| Kandidaten               | Kandidaten           | Parteien           | Stimmen | %    |
| ------------------------ | -------------------- | ------------------ | ------- | ---- |
|                          | Sauro Sedioligewählt | L’Ulivo            | 49.040  | 55,1 |
|                          | Mariagrazia Casadei  | Casa delle Libertà | 32.255  | 36,2 |
|                          | Flavio Fava          | Lista Di Pietro    | 2.861   | 3,2  |
|                          | Monica Partisani     | Lista Emma Bonino  | 2.710   | 3,0  |
|                          | Enzo Briganti        | Democrazia Europea | 2.153   | 2,4  |
| Gesamt                   | Gesamt               | Gesamt             | 89.019  | 100  |
|                          |                      |                    |         |      |
| Ungültige Stimmen        | Ungültige Stimmen    | Ungültige Stimmen  | 3.703   | 4,0  |
| Wähler                   | Wähler               | Wähler             | 92.722  | 89,4 |
| Wahlberechtigte          | Wahlberechtigte      | Wahlberechtigte    | 103.708 |      |
|                          |                      |                    |         |      |
| Quelle: Innenministerium |                      |                    |         |      |

##### Listenstimmen
| Parteien                               | Parteien                             | Parteien                             | Stimmen | %    |
| -------------------------------------- | ------------------------------------ | ------------------------------------ | ------- | ---- |
|                                        | L’Ulivo                              | Democratici di Sinistra              | 26.149  | 29,3 |
| La Margherita (Dem – PPI – RI – Udeur) | L’Ulivo                              | 13.346                               | 14,9    |      |
| Il Girasole (FdV – SDI)                | L’Ulivo                              | 2.131                                | 2,4     |      |
| Partito dei Comunisti Italiani         | L’Ulivo                              | 1.330                                | 1,5     |      |
| ↳ Gesamt                               | L’Ulivo                              | 42.956                               | 48,1    |      |
|                                        | Casa delle Libertà                   | Forza Italia                         | 20.734  | 23,2 |
| Alleanza Nazionale                     | Casa delle Libertà                   | 9.986                                | 11,2    |      |
| CCD – CDU                              | Casa delle Libertà                   | 2.123                                | 2,4     |      |
| Lega Nord                              | Casa delle Libertà                   | 1.383                                | 1,5     |      |
| Nuovo PSI                              | Casa delle Libertà                   | 861                                  | 1,0     |      |
| ↳ Gesamt                               | Casa delle Libertà                   | 35.087                               | 39,3    |      |
|                                        | Partito della Rifondazione Comunista | Partito della Rifondazione Comunista | 4.679   | 5,2  |
|                                        | Lista Di Pietro                      | Lista Di Pietro                      | 2.960   | 3,3  |
|                                        | Lista Emma Bonino                    | Lista Emma Bonino                    | 2.318   | 2,6  |
|                                        | Democrazia Europea                   | Democrazia Europea                   | 1.245   | 1,4  |
|                                        | Paese Nuovo                          | Paese Nuovo                          | 95      | 0,1  |
|                                        | Abolizione Scorporo                  | Abolizione Scorporo                  | 29      | 0,0  |
| Gesamt                                 | Gesamt                               | Gesamt                               | 89.369  | 100  |
|                                        |                                      |                                      |         |      |
| Ungültige Stimmen                      | Ungültige Stimmen                    | Ungültige Stimmen                    | 3.354   | 3,6  |
| Wähler                                 | Wähler                               | Wähler                               | 92.723  | 89,4 |
| Wahlberechtigte                        | Wahlberechtigte                      | Wahlberechtigte                      | 103.708 |      |
|                                        |                                      |                                      |         |      |
| Quelle: Innenministerium               |                                      |                                      |         |      |

## Von 2017 bis 2020

### Wahlkreisgebiet
Der Wahlkreis umfasste Gemeinden: 

### Wahlergebnisse

#### Parlamentswahl 2018
| Kandidaten               | Kandidaten           | Stimmen | %    | Listen                                      | Stimmen | %    |
| ------------------------ | -------------------- | ------- | ---- | ------------------------------------------- | ------- | ---- |
|                          | Marco Di Maiogewählt | 48.473  | 32,7 | Partito Democratico                         | 42.172  | 28,4 |
| +Europa                  | Marco Di Maiogewählt | 48.473  | 32,7 | 4.294                                       | 2,9     |      |
| Italia Europa Insieme    | Marco Di Maiogewählt | 48.473  | 32,7 | 1.239                                       | 0,8     |      |
| Civica Popolare          | Marco Di Maiogewählt | 48.473  | 32,7 | 768                                         | 0,5     |      |
|                          | Andrea Cintorino     | 46.101  | 31,1 | Lega                                        | 26.634  | 18,0 |
| Forza Italia             | Andrea Cintorino     | 46.101  | 31,1 | 13.714                                      | 9,3     |      |
| Fratelli d’Italia        | Andrea Cintorino     | 46.101  | 31,1 | 4.834                                       | 3,3     |      |
| Noi con l’Italia – UDC   | Andrea Cintorino     | 46.101  | 31,1 | 919                                         | 0,6     |      |
|                          | Annamaria De Bellis  | 40.249  | 27,2 | Movimento 5 Stelle                          | 40.249  | 27,2 |
|                          | Arianna Marchi       | 6.233   | 4,2  | Liberi e Uguali                             | 6.233   | 4,2  |
|                          | Sara Gazzoni         | 1.660   | 1,1  | Il Popolo della Famiglia                    | 1.660   | 1,1  |
|                          | Denis Loris Valenti  | 1.443   | 1,0  | Partito Comunista                           | 1.443   | 1,0  |
|                          | Lorenzo Ghetti       | 1.268   | 0,9  | Potere al Popolo!                           | 1.268   | 0,9  |
|                          | Alessandro Partisani | 850     | 0,6  | CasaPound Italia                            | 850     | 0,6  |
|                          | Luigi Ascanio        | 842     | 0,6  | Partito Repubblicano Italiano – ALA         | 842     | 0,6  |
|                          | Giulia Piolanti      | 835     | 0,6  | Italia agli Italiani (FT – FN)              | 835     | 0,6  |
|                          | Stefano Falai        | 279     | 0,2  | Per una Sinistra Rivoluzionaria (SCR – PCL) | 279     | 0,2  |
| Gesamt                   | Gesamt               | 148.233 | 100  |                                             | 148.233 | 100  |
|                          |                      |         |      |                                             |         |      |
| Ungültige Stimmen        | Ungültige Stimmen    | 3.750   | 2,5  |                                             |         |      |
| Wähler                   | Wähler               | 151.983 | 78,9 |                                             |         |      |
| Wahlberechtigte          | Wahlberechtigte      | 192.552 |      |                                             |         |      |
|                          |                      |         |      |                                             |         |      |
| Quelle: Innenministerium |                      |         |      |                                             |         |      |

## Seit 2020

### Wahlkreisgebiet
| Wahlkreise – Camera dei deputati – Emilia-Romagna | Wahlkreise – Camera dei deputati – Emilia-Romagna | Wahlkreise – Camera dei deputati – Emilia-Romagna                          |
| Provinz                                           | Provinz                                           | Gemeinden nach Provinzen ⮞ Wahlkreis                                       |
| ------------------------------------------------- | ------------------------------------------------- | -------------------------------------------------------------------------- |
|                                                   | Metropolitanstadt Bologna (55 Gemeinden)          | 1 ⮞ Wahlkreis Bologna 32 ⮞ Wahlkreis Imola 22 ⮞ Wahlkreis Carpi            |
|                                                   | Provinz Ferrara (21 Gemeinden)                    | alle ⮞ Wahlkreis Ferrara                                                   |
|                                                   | Provinz Forlì-Cesena (30 Gemeinden)               | alle ⮞ Wahlkreis Forlì                                                     |
|                                                   | Provinz Modena (47 Gemeinden)                     | 28 ⮞ Wahlkreis Modena 12 ⮞ Wahlkreis Carpi 7 ⮞ Wahlkreis Imola             |
|                                                   | Provinz Parma (44 Gemeinden)                      | 36 ⮞ Wahlkreis Parma 8 ⮞ Wahlkreis Piacenza                                |
|                                                   | Provinz Piacenza (46 Gemeinden)                   | alle ⮞ Wahlkreis Piacenza                                                  |
|                                                   | Provinz Ravenna (18 Gemeinden)                    | alle ⮞ Wahlkreis Ravenna                                                   |
|                                                   | Provinz Reggio Emilia (42 Gemeinden)              | 37 ⮞ Wahlkreis Reggio nell’Emilia 3 ⮞ Wahlkreis Modena 2 ⮞ Wahlkreis Parma |
|                                                   | Provinz Rimini (27 Gemeinden)                     | alle ⮞ Wahlkreis Rimini                                                    |

Der Wahlkreis umfasst alle 30 Gemeinden der Provinz Forlì-Cesena.

### Wahlergebnisse

#### Parlamentswahl 2022
| Kandidaten                          | Kandidaten            | Stimmen | %    | Listen                                                  | Stimmen | %    |
| ----------------------------------- | --------------------- | ------- | ---- | ------------------------------------------------------- | ------- | ---- |
|                                     | Gloria Saccanigewählt | 82.291  | 40,4 | Fratelli d’Italia                                       | 53.099  | 26,1 |
| Lega per Salvini Premier            | Gloria Saccanigewählt | 82.291  | 40,4 | 14.667                                                  | 7,2     |      |
| Forza Italia                        | Gloria Saccanigewählt | 82.291  | 40,4 | 13.330                                                  | 6,5     |      |
| Noi Moderati                        | Gloria Saccanigewählt | 82.291  | 40,4 | 1.195                                                   | 0,6     |      |
|                                     | Massimo Bulbi         | 70.254  | 34,5 | Partito Democratico – Italia Democratica e Progressista | 54.896  | 26,9 |
| Alleanza Verdi e Sinistra           | Massimo Bulbi         | 70.254  | 34,5 | 8.306                                                   | 4,1     |      |
| +Europa                             | Massimo Bulbi         | 70.254  | 34,5 | 6.257                                                   | 3,1     |      |
| Impegno Civico – Centro Democratico | Massimo Bulbi         | 70.254  | 34,5 | 795                                                     | 0,4     |      |
|                                     | Paolo Pasini          | 18.868  | 9,3  | Movimento 5 Stelle                                      | 18.868  | 9,3  |
|                                     | Luca Ferrini          | 17.793  | 8,7  | Azione – Italia Viva                                    | 17.793  | 8,7  |
|                                     | Daniele Valentini     | 5.061   | 2,5  | Italexit per l’Italia                                   | 5.061   | 2,5  |
|                                     | Genny Cavallo         | 2.892   | 1,4  | Italia Sovrana e Popolare                               | 2.892   | 1,4  |
|                                     | Paolo Sensini         | 2.833   | 1,4  | Vita                                                    | 2.833   | 1,4  |
|                                     | Bruno Basini          | 2.206   | 1,1  | Unione Popolare                                         | 2.206   | 1,1  |
|                                     | Michele Chiusoli      | 1.244   | 0,6  | Partito Animalista – UCDL – 10 Volte Meglio             | 1.244   | 0,6  |
|                                     | Vincenzo Lega         | 208     | 0,1  | Sud chiama Nord                                         | 208     | 0,1  |
|                                     | Antonio Spadolini     | 173     | 0,1  | Noi di Centro – Europeisti                              | 173     | 0,1  |
| Gesamt                              | Gesamt                | 203.823 | 100  |                                                         | 203.823 | 100  |
|                                     |                       |         |      |                                                         |         |      |
| Ungültige Stimmen                   | Ungültige Stimmen     | 8.449   | 4,0  |                                                         |         |      |
| Wähler                              | Wähler                | 212.272 | 71,5 |                                                         |         |      |
| Wahlberechtigte                     | Wahlberechtigte       | 297.052 |      |                                                         |         |      |
|                                     |                       |         |      |                                                         |         |      |
| Quelle: Innenministerium            |                       |         |      |                                                         |         |      |